# ۶۲۹ (میلادی)

## رویدادها
- امپراتوری بیزانس، اورشلیم را از شاهنشاهی ایران تصرف کرد. (ماه سپتامبر)
- جنگ مؤته، نخستین غزوه مسلمانان بیرون از شبه جزیره عربستان. مسلمانان در این جنگ موفق نشدند سرزمین‌های خاوری رود اردن را تصرف کنند.

## مرگ‌ها
- کلوتار دوم پادشاه دودمان فرانکی مروونژی‌ها در این سال درگذشت.
- حلیمه سعدیه، نخستین پرورنده و دایه محمد، پیامبر اسلام و مادر رضاعی او.